# Барабанщикова, Ольга Владимировна
Ольга Владимировна Барабанщикова (бел. Вольга Барабаншчыкава; род. 2 ноября 1979, Минск) — белорусская теннисистка, певица, телеведущая и дизайнер одежды. Победительница 7 турниров ITF (3 — в одиночном разряде), полуфиналистка Олимпийских игр 2000 года в женском парном разряде, игрок сборной Беларуси в Кубке Федерации, победительница Уимблдонского турнира в парном разряде среди девушек (1996). Бронзовый призёр чемпионата Европы по пляжному теннису (2008).

## Игровая карьера
Родилась в семье Владимира и Татьяны Барабанщиковых. Отец по профессии экономист, мать — архитектор. Теннисную секцию начала посещать в семь лет по инициативе матери и некоторое время была первой ракеткой СССР среди девочек в своей возрастной категории. В 6-м классе на два года уехала в Бельгию для более серьёзного развития теннисной карьеры, после этого пять лет жила в Лондоне без родителей.
В 1994 году сыграла свои первые матчи во взрослых турнирах ITF. В январе 1995 года выиграла свой первый турнир ITF в парном разряде, а в октябре того же года в Пуатье (Франция) — в одиночном (начав с квалификационного отбора и выиграв 8 матчей подряд). В 1996 году, в возрасте 17 лет, стала победительницей Уимблдонского турнира в паре с Амели Моресмо (Франция). Дебютировала в составе сборной Беларуси в Кубке Федерации — основном женском турнире на уровне национальных сборных - и принесла ей очки во встречах с соперницами из команд Великобритании, России и Италии. В том же году впервые представляла Беларусь на Олимпийских играх в Атланте, но выбыла из борьбы в первом круге.
Во апреле 1997 года впервые вошла в сотню сильнейших теннисисток мира согласно рейтингу WTA. Пробилась в третий круг Открытого чемпионата США, переиграв посеянную под 13-м номером Бренду Шульц-Маккарти, и закончила сезон на 59-м месте в рейтинге. На следующий год вышла в третий круг Открытого чемпионата Австралии и вскоре после этого поднялась в рейтинге на высшую в карьере 49-ю позицию. В августе в Стамбуле впервые в карьере достигла финала в турнире WTA, проиграв в решающем сете на тай-брейке первой ракетке турнира Генриете Надьовой; позже в Токио по пути в четвертьфинал победила 11-ю ракетку мира Доминик ван Рост. В составе сборной Беларуси пробилась во II Мировую группу.
В 1999 году в Братиславе, выступая с Лилией Остерло, побывала в финале турнира WTA в парном разряде, сыграла также в полуфинале турнира WTA в Кнокке-Хейст с Эмили Луа; в одиночном разряде, однако, результаты ухудшились, и за сезон Барабанщикова только три раза проходила дальше второго круга. В 2000 году она добилась своего лучшего результата в турнирах Большого шлема, обыграв на Уимблдоне соперниц, посеянных под 15-м и 25-м номерами и добравшись до четвёртого круга. Выступая на Олимпиаде в Сиднее, заняла в паре с Натальей Зверевой четвёртое место.
Сезон 2001 года закончился для белорусской теннисистки в апреле, и остаток года она пропустила из-за операции на ахилловом сухожилии. По возвращении на корт занимала в начале 2002 года 784 место в рейтинге, играла в основном в турнирах ITF, сумев вернуться в Top-200 и завоевав за 2002 и 2003 годы ещё три титула в одиночном и парном разрядах. До 2003 года продолжала представлять сборную Беларуси в Кубке Федерации, в общей сложности сыграв в 35 матчах (баланс побед и поражений 17-13 в одиночном и 16-4 в парном разряде).
Последним турниром в профессиональной карьере стал Кубок Невы 2004 года. До его начала у Барабанщиковой начались боли в плече, после турнира усилившиеся. Необходимость снова прервать выступления привела к решению о завершении выступлений в профессиональном теннисе.
В дальнейшем активно участвовала в соревнованиях по пляжному теннису. В 2008 году в паре со Зверевой завоевала бронзовую медаль на чемпионате Европы в Риччоне (Италия). Эта же пара пробилась в финал турнира Moscow Beach Tennis Open в 2011 году и четвертьфинал чемпионата мира в Риме.

## Положение в рейтинге в конце года
| Год              | 1995 | 1996 | 1997 | 1998 | 1999 | 2000 | 2001 | 2002 | 2003 | 2004 |
| ---------------- | ---- | ---- | ---- | ---- | ---- | ---- | ---- | ---- | ---- | ---- |
| Одиночный разряд | 260  | 150  | 58   | 49   | 55   | 63   | 74   | 179  | 121  | 144  |
| Парный разряд    | 348  | 289  | 129  | 97   | 115  | 300  |      | 333  | 221  |      |

## Финалы турниров за карьеру

### Одиночный разряд

#### Финалы турниров WTA в одиночном разряде (0-1)
| Легенда          |
| ---------------- |
| IV категория WTA |

| Результат | №  | Дата           | Турнир          | Покрытие | Соперница в финале | Счёт в финале    |
| --------- | -- | -------------- | --------------- | -------- | ------------------ | ---------------- |
| Поражение | 1. | 9 августа 1998 | Стамбул, Турция | Хард     | Генриета Надьова   | 4-6, 6-3, 6-7(9) |

#### Финалы турниров ITF в одиночном разряде (3-4)
| Легенда:         |
| ---------------- |
| 100.000 USD (0)  |
| 75.000 USD (0)   |
| 50.000 USD (0)   |
| 25.000 USD (3+3) |
| 10.000 USD (0+1) |

| Результат |    | Дата            | Турнир                      | Покрытие | Соперница в финале | Счёт в финале    |
| --------- | -- | --------------- | --------------------------- | -------- | ------------------ | ---------------- |
| Поражение | 1. | 29 января 1995  | Понтеведра, Испания         | Хард     | Паула Эрмида       | 1-6, 7-6(5), 4-6 |
| Победа    | 1. | 29 октября 1995 | Пуатье, Франция             | Хард     | Елена Татаркова    | 6-3, 6-1         |
| Поражение | 2. | 11 августа 1996 | Остин, США                  | Хард     | Джейн Чи           | 2-6, 6-4, 2-6    |
| Победа    | 2. | 2 марта 1997    | Буши, Великобритания        | Ковёр(i) | Ралука Санду       | 6-1, 7-6(6)      |
| Поражение | 3. | 20 октября 2002 | Саутгемптон, Великобритания | Хард(i)  | София Арвидссон    | 2-6, 6-1, 4-6    |
| Победа    | 3. | 27 октября 2002 | Ополе, Польша               | Ковёр(i) | Анна Бастрикова    | 2-6, 6-3, 6-3    |
| Поражение | 4. | 23 февраля 2003 | Редбридж, Великобритания    | Хард     | Каролина Шпрем     | 3-6, 2-6         |

### Парный разряд

#### Финалы турниров WTA в парном разряде (0-1)
| Результат | №  | Дата            | Турнир               | Покрытие | Партнёрша     | Соперницы в финале          | Счёт в финале |
| --------- | -- | --------------- | -------------------- | -------- | ------------- | --------------------------- | ------------- |
| Поражение | 1. | 24 октября 1999 | Братислава, Словакия | Хард     | Лилия Остерло | Ким Клейстерс Лоранс Куртуа | 2-6, 6-3, 5-7 |

#### Финалы турниров ITF в парном разряде (4-3)
| Результат | №  | Дата            | Турнир                      | Покрытие | Партнёрша          | Соперницы в финале                     | Счёт в финале |
| --------- | -- | --------------- | --------------------------- | -------- | ------------------ | -------------------------------------- | ------------- |
| Поражение | 1. | 22 января 1995  | Оренсе, Испания             | Хард     | Паула Эрмида       | Генриетта ван Алдерен Стефани Гомпертс | 5-7, 1-6      |
| Победа    | 1. | 29 января 1995  | Понтеведра, Испания         | Хард     | Паула Эрмида       | Катя Альтилия Стефани Контан           | 6-3, 6-3      |
| Поражение | 2. | 19 мая 1996     | Бордо, Франция              | Грунт    | Аличе Канепа       | Карин Кентре Анн-Гэль Сидо             | 2-6, 3-6      |
| Победа    | 2. | 3 ноября 1996   | Пуатье, Франция             | Хард(i)  | Нирупама Санджив   | Ноэль ван Лоттум Аник Снейдерс         | 6-2, 6-3      |
| Поражение | 3. | 15 февраля 1998 | Мидленд, Мичиган, США       | Хард(i)  | Эрика де Лоун      | Кэтрин Барклай Керри-Энн Гюз           | 2-6, 4-6      |
| Победа    | 3. | 16 февраля 2003 | Саутгемптон, Великобритания | Хард(i)  | Надежда Островская | Роберта Винчи Джулия Казони            | 6-3, 6-4      |
| Победа    | 4. | 23 февраля 2003 | Редбридж, Великобритания    | Хард(i)  | Надежда Островская | Драгана Зарич Катарина Мишич           | 6-4, 1-6, 7-5 |

## За пределами корта
В детстве Ольга мечтала стать танцовщицей, потом актрисой, но занятия профессиональным спортом заставили её на время отказаться от этих планов. После того, как в 1999 году голосованием в журнале Tennis Барабанщикову признали самой сексапильной теннисисткой мира, она получила предложение участвовать в фотосессии от журнала Playboy. Хотя переговоры продвинулись достаточно далеко, в итоге теннисистка решила от предложения отказаться.
Карьеру в шоу-бизнесе начала благодаря фронтмену группы «Харли» Евгению Чалышеву, в 2004 году предложившему заканчивавшей карьеру теннисистке попробовать себя на сцене. В сентябре того же года была записана первая песня Барабанщиковой «Было ли не было». И эта песня, и следующая, «Не поверю», стали хитами; с песней «Не поверю» певица заняла 3-е место в конкурсе «Песня года Беларуси — 2005: песни уходящей зимы», проводившемся телеканалом ОНТ. В 2005 году вышел первый макси-сингл Барабанщиковой «Не поверю», а на следующий год — дебютный альбом «Дорога в небо». В 2007 году Барабанщикова стала лауреатом премии «Золотое ухо» от станции «Альфа Радио». Ещё один альбом, «Моя планета», выпущен в 2013 году.
Одновременно с развитием музыкальной карьеры работала в средствах массовой информации. С 2005 года была ведущей программы «Время спорта» Первого общенационального телеканала. Позже, в начале 2013 года, приняла предложение «Радио Мир» стать диджеем и ведущей хит-парада; с этой радиостанцией продолжала сотрудничать много лет. Занимается дизайном модной одежды, в 2014 году создала бренд Candy Lady, в 2019 году переименованный в Loverani.
После романов с украинским теннисистом Андреем Медведевым и белорусским футболистом Александром Глебом некоторое время принимала ухаживания американки Луэнн Розетт. Позже около 10 лет встречалась с российским менеджером Алексеем Селиваненко, занимавшим посты вице-президента Федерации тенниса России и директора женского турнира «Кубок Кремля». Свадьба Селиваненко и Барабанщиковой состоялась в июне 2016 года. В 2018 году у супругов родилась дочь Аэлита.
В мае 2025 года получила премию в рамках кампании «Народный Выбор» — проекта по поддержке инициатив, которые общество считает особенно важными. По результатам голосования была отмечена кампания «Поддержка бездомных животных», которую возглавляет Барабанщикова[значимость факта?].